# Giovanni Battista Bertini (vetraio)
Giovanni Battista Bertini (Milano, 11 dicembre 1799 – Milano, 28 maggio 1849) è stato un vetraio e restauratore italiano. Fu principalmente noto per avere riportato in auge la pittura su vetro nell'Ottocento e avere creato il grande finestrone centrale della facciata del Duomo di Milano.

## Biografia

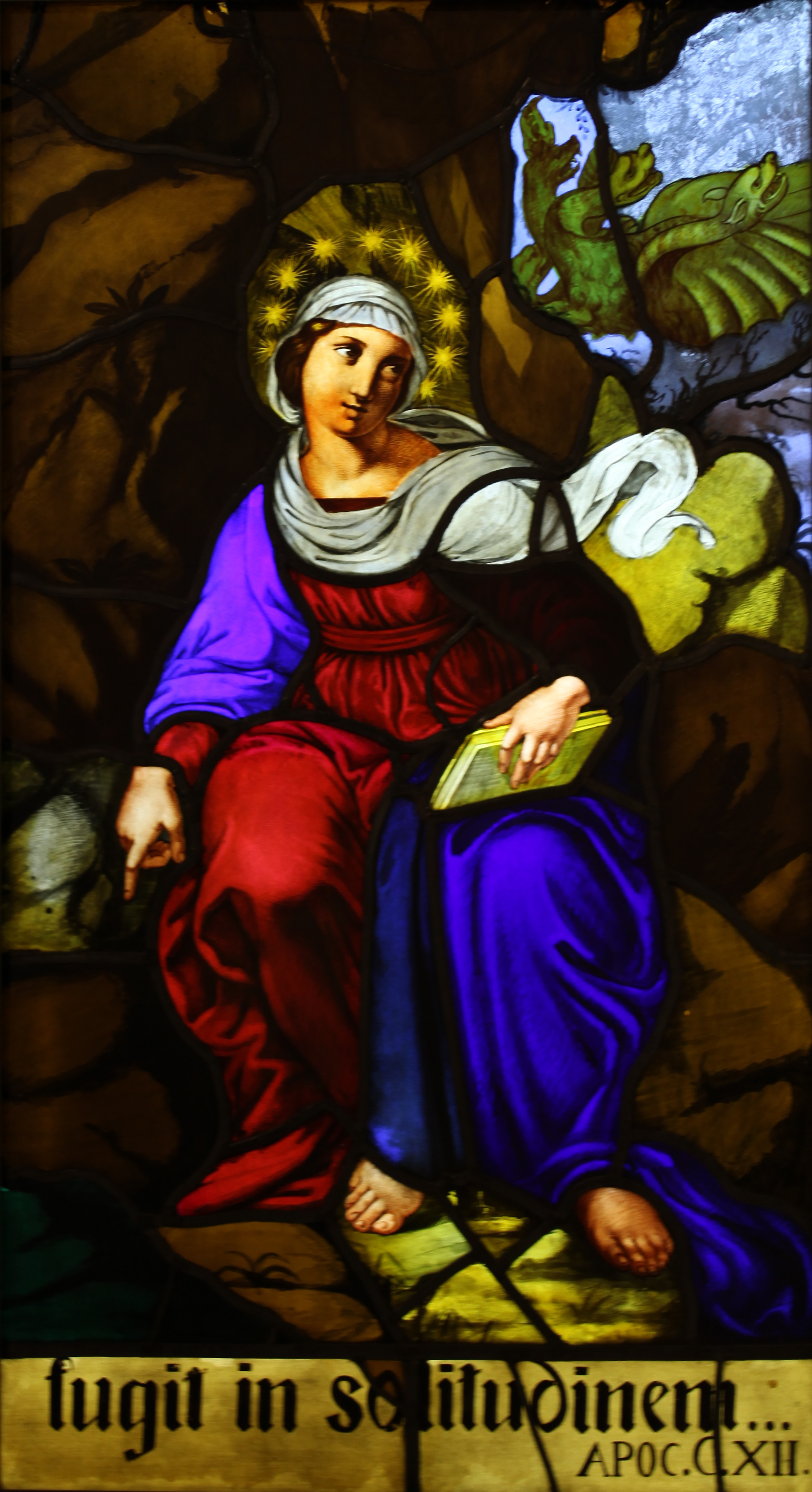
Fugit in solitudinem (1835), Museo del Duomo di Milano

Nacque a Milano, allora sotto la Repubblica Cisalpina, da Giuseppe, noto orafo e facitore di smalti, e da Giuditta Fusi; si unì in matrimonio con Teresa Zetta dalla quale ebbe Giulio, Pompeo, Giuseppe, Achille, Alessandro e Antonio.
I suoi primi tentativi come restauratore di vetrate cominciarono nel 1822 con felici risultati che lo posero in grado di operare alcuni restauri agli antichi vetri del Duomo; nel 1829 fondò insieme a Luigi Brenta la ditta "Bertini, Brenta & C." per la produzione di vetri dipinti a fuoco e trasparenti all'uso antico. Sciolta la ditta per il ritiro del Brenta, essa mutò ragione sociale in "Fratelli Bertini", in cui entrarono i figli di Bertini Giuseppe e Pompeo, e che si aggiudicò altre importanti commesse fra cui, sempre per la cattedrale milanese, sei finestroni dietro al coro e nei due bracci, e il medio della facciata, in cui rappresentò l'Assunzione di Maria Vergine su disegno di Luigi Sabatelli. Successivamente ebbe altri incarichi presso la chiesa di S. Francesco d'Assisi, per quella di S. Alessandro in Milano e per il battistero di Pisa.
La reputazione dell'officina del Bertini si diffuse rapidamente in estranei anche all'estero da dove provennero diverse dalla Francia, dalla Russia, dall'Inghilterra, dalla Spagna e dall'America.
Morì a Milano il 28 maggio del 1849 a 49 anni sotto la parrocchia di S. Maria della Passione ed ebbe sepoltura nel cimitero di Porta Tosa. Successivamente, alla demolizione di quel cimitero, le spoglie furono trasferite nella cripta del Famedio del Cimitero Monumentale di Milano.

## Opere della fabbrica Bertini
La fabbrica Bertini godette di ampia fama fra i contemporanei e venne chiamata a eseguiri un gran numero di lavori; in particolare si possono ricordare:
- tre delle quattro grandi finestre in facciata del Duomo di Milano;
- tredici finestroni per la cattedrale di San Martino di Lucca;
- sei figure per le finestre del coro e un finestrone in facciata per la basilica di Santa Maria sopra Minerva di Roma;
- gran finestrone gotico per la basilica di San Petronio di Bologna;
- otto vetrate per il duomo di Como realizzate con Giuseppe Bertini, figlio di Giovanni (1849-1850);
- tre finestre gotiche per la Cattedrale di Glasgow in Inghilterra;
- alcune finestre in Sud America, a Rio de Janeiro e per il cimitero di Lima
- un gran finestrone gotico per il duomo di Arezzo.